# مقارین (ورقله)
مقارین (به عربی: مقارین) یک شهرداری در الجزایر است که در منطقه مگارین واقع شده‌است. مقارین ۱۳٬۷۵۱ نفر جمعیت دارد و ۶۸ متر بالاتر از سطح دریا واقع شده‌است.